# Каштановогрудая амадина
Каштановогру́дая амади́на (лат. Lonchura castaneothorax) — птица семейства вьюрковых ткачиков отряда воробьинообразных.

## Внешний вид
Существует 6 разновидностей каштановогрудых амадин, отличающиеся цветом надхвостья и верхних кроющих хвоста, а также оттенками в окраске оперения головы. У самца верхняя часть головы и зашеек серый с буроватым налётом, спина светлее, поясница и верхние кроющие хвоста золотистые, бока головы и горло чёрные. Грудь светло-коричневая или каштановая, благодаря чему птицы и получили своё название. От белого брюшка грудь отделена чёрной полоской, на боках также небольшие чёрные полоски. Нижние кроющие хвоста чёрные. Два средних пера в хвосте жёлто-коричневые, остальные перья серо-бурого цвета с желтоватыми вершинами. Крылья светло-бурые. Клюв серо-стального цвета; ноги серые. Самочка в целом окрашена как и самец, но полоска на груди несколько уже, брюшко не чисто-белое, а имеет сероватый налёт.

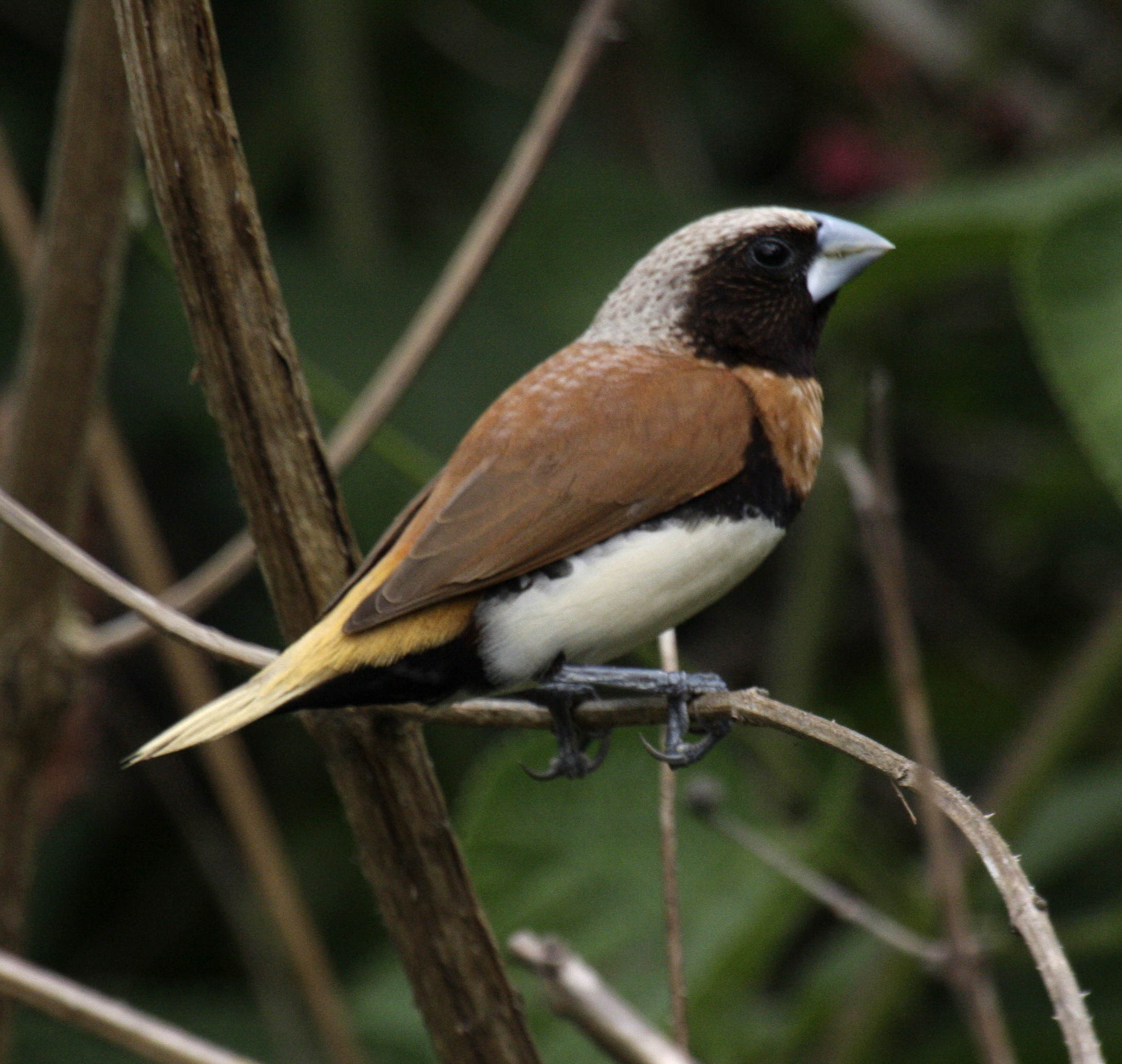

У птиц номинативной формы, обитающих на востоке Австралии, надхвостье и верхние кроющие хвоста золотисто-жёлтые, а верхняя часть головы серо-коричневая. Окраска горла и груди сильно варьируют. На севере Австралии, исключая полуостров Йорк, живут птицы другой формы. У них более интенсивный и чистый, чем у номинативной формы, чёрный цвет на щеках и горле. Остальные четыре формы распространены в Новой Гвинее и прилегающих к ней мелких островах. На северо-западе Новой Гвинеи обитают птицы, у которых верхняя часть головы светло-серого цвета, а щёки и горло чёрные. Верхние кроющие хвоста коричневато-жёлтого цвета. Ещё светлее, почти серо-белая, верхняя часть головы у птиц, живущих в центральной части обширной низменности на севере Новой Гвинеи, в пойме реки Сепик, и на вулканическом острове Манам. Надхвостье и верхние кроющие хвоста у них тёмно-коричневые. На северо-восточном и юго-восточном побережьях Новой Гвинеи обитают птицы, у которых очень тёмный верх головы и рыжевато-жёлтые верхние кроющие хвоста. В центральных районах западной части Новой Гвинеи встречается ещё одна форма. Верхняя часть головы у птиц почти совершенно коричневая с небольшой примесью серого. Верхние кроющие хвоста и надхвостье соломенно-жёлтого цвета, а грудь тёмно-каштановая.
Молодые птицы окрашены в бурый цвет. Верхняя часть тела у них темнее, чем нижняя.

## Распространение
Обитает на севере и востоке Австралии, в Новой Гвинее.

## Образ жизни
Населяет тростниковые заросли по берегам рек и озёр, реже на пологих склонах гор до высоты 1700 м над уровнем моря. Одна форма встречается на Новой Гвинее в горах и никогда — на низменности. В период гнездования живут парами, в остальное время собираются стаями, иногда достигающими огромной численности. Такие скопления птиц совершают налёты на поля, нанося существенный вред. В Австралии для борьбы с каштановогрудой амадиной применяли даже химические отравляющие вещества. Питаются семенами трав, нередко зерном культурных злаков, и насекомыми. В поисках пищи большую часть времени птицы проводят на земле, а также ловко лазают по стеблям камыша и злаков, выклёвывая зёрна из колосьев. Поют только самцы. Песенка интересна, включает мелодичные трельки.

## Размножение
Токование проходит следующим образом: сначала самец поёт, наклонившись в сторону самки. Потом, продолжая петь, начинает поскакивать возле неё. Заканчивается токование тем, что самец хватает клювом оперение на затылке самки и спаривается с ней. Во время токования самец никогда не держит в клюве ни стебелька, ни веточки, ни пера, как это делают многие астрильдовые.
Гнездятся в низких густых кустах на высоте от 0,5 до 1,2 м, чаще парами, реже колониями. Бутылкообразные гнёзда строятся из сухой травы, растительных волокон, внутренняя часть гнезда и лоток выстланы мягкими тонкими травинками и пером. В кладке 4-7 (чаще 6) белых яиц. Насиживают оба партнёра в течение 13-14 дней. Птенцы покидают гнездо в возрасте 24-25 дней.

## Содержание
В Европе каштановогрудые амадины появились в 1860 году в Лондонском зоопарке.